# Petrálona
Pour la station de métro, voir Petrálona (métro d'Athènes).
Petrálona (en grec moderne : Πετράλωνα) est un quartier d'Athènes, en Grèce, située au nord de Tavros et Kallithéa, à l'ouest de Koukáki et au sud de Thiseío. Il se divise en deux quartiers : Áno Petrálona (Petrálona-le-haut) et Káto Petrálona (Petrálona-le-bas).